# Bogna Pogorzelska-Stronczak
Bogna Irena Pogorzelska-Stronczak (ur. 5 kwietnia 1929 w Rudzie, zm. 20 listopada 2019 w Gliwicach) – polska specjalistka chirurgii szczękowej, prof. dr. hab. n. med.

## Życiorys
Córka Kazimierza i Łucji. Obroniła pracę doktorską, następnie uzyskała stopień doktora habilitowanego. 18 października 1995 nadano jej tytuł profesora w zakresie nauk medycznych. Objęła funkcję profesora zwyczajnego w Śląskim Uniwersytecie Medycznym w Katowicach, oraz prodziekana na Wydziale Lekarskim w Zabrzu. Od 2000 do 2001 piastowała stanowisko kuratora Katedry i Zakładu Chirurgii Stomatologicznej na Wydziale Lekarskim w Zabrzu.
Była kierownikiem w I Katedrze i Klinice Chirurgii Szczękowo-Twarzowej na Wydziale Lekarskim w Zabrzu Śląskiej Akademii Medycznej w Katowicach.
Zmarła 20 listopada 2019.

## Odznaczenia
- Złota Odznaka „Zasłużony w rozwoju województwa katowickiego[1]
- Złoty Krzyż Zasługi[1]
- Odznaka honorowa „Za wzorową pracę w służbie zdrowia”[1]
- Srebrna honorowa odznaka Polskiego Towarzystwa Stomatologicznego[1]
- Krzyż Kawalerski Orderu Odrodzenia Polski[1]
- Krzyż Oficerski Orderu Odrodzenia Polski (1998)[3][1]
- Medal Komisji Edukacji Narodowej[1]